# Gastroserica asulcata
Gastroserica asulcata är en skalbaggsart som beskrevs av Ahrens 2000. Gastroserica asulcata ingår i släktet Gastroserica och familjen Melolonthidae. Inga underarter finns listade i Catalogue of Life.